# Boris Spernol
Boris Spernol (* 1972) ist ein deutscher Journalist und Historiker.

## Leben
Boris Spernol studierte Geschichte und Politikwissenschaft an der Ruhr-Universität Bochum und volontierte bei der Westdeutschen Allgemeinen Zeitung. Ab 2004 war er Mitarbeiter und Stipendiat im Forschungsprojekt The Practice of Wiedergutmachung Nazi Victims and Indemnification in Israel and Germany, 1952–2002. Seit 2007 war er wissenschaftlicher Mitarbeiter bei Norbert Frei am Lehrstuhl für Neuere und Neueste Geschichte an der Friedrich-Schiller-Universität Jena. 2010 wurde er in Jena mit einer Arbeit zum Thema „Kalter Krieg in der Wiedergutmachung. Die Entschädigung kommunistischer NS-Verfolgter“ promoviert. Seit 2014 ist er Chefredakteur der Wochenzeitung Neues Ruhrwort und Geschäftsführer eines Verlages. Weiterhin ist er als Autor tätig.

## Veröffentlichungen (Auswahl)
- (Mit Norbert Neubaum und Frank Leszinski) Die unglaubliche Reise des FC Schalke 04. Vom bitteren Abstieg bis zur meisterlichen Rückkehr in die Erste Liga – die Geschichte der Saison 2021/22. Edition Ruhrwort, Gelsenkirchen 2022, ISBN 978-3-9818646-5-6
- »Mit eiserner Hand«. Das Oberlandesgericht Hamm und der Nationalsozialismus, in: Johannes Keders (Hrsg.): 200 Jahre Oberlandesgericht Hamm/ins.besondere.  Wilke Verlag, Hamm 2020, ISBN 978-3-931283-97-1
- Die »Kommunistenklausel«. Wiedergutmachungspraxis als Instrument des Antikommunismus, in: Stefan Creuzberger / Dierk Hoffmann (Hrsg.): »Geistige Gefahr« und »Immunisierung der Gesellschaft«. Antikommunismus und politische Kultur in der frühen Bundesrepublik, De Gruyter Oldenbourg, München 2014, S. 251–273, ISBN 978-3-486-74708-9
- Der Rote Winkel als »Banner des Friedens«. Die Friedenspolitik der VVN bis 1950, in: Detlef Bald/Wolfram Wette (Hrsg.), Friedensinitiativen in Deutschland in der Frühzeit des Kalten Krieges, Klartext, Essen 2010, S. 133–155. ISBN 978-3-8375-0402-6
- Im »Kreuzfeuer« des Kalten Krieges. Der Fall Marcel Frenkel und die Verdrängung der Kommunisten, in: Norbert Frei/José Brunner/Constantin Goschler (Hrsg.), Die Praxis der Wiedergutmachung. Geschichte, Erfahrung und Wirkung in Deutschland und Israel, Wallstein Verlag, Göttingen 2009, S. 203–236, ISBN 978-3-8353-0168-9
- (Mit Matthias Langrock) Amtliche Wirklichkeit. Die Praxis der Entschädigung aus behördlicher Binnenperspektive, in: Norbert Frei/Constantin Goschler (Hrsg.), Die Praxis der Wiedergutmachung. Geschichte, Erfahrung und Wirkung in Deutschland und Israel. Wallstein Verlag, Göttingen 2009, S. 600–634, ISBN 978-3-8353-0168-9
- (Mit Kristina Meyer) Wiedergutmachung in Düsseldorf. Eine statistische Bilanz, in: Norbert Frei/José Brunner/Constantin Goschler (Hrsg.), Die Praxis der Wiedergutmachung. Geschichte, Erfahrung und Wirkung in Deutschland und Israel, Wallstein Verlag, Göttingen 2009, S. 690–727, ISBN 978-3-8353-0168-9
- Notstand der Demokratie. Der Protest gegen die Notstandsgesetze und die Frage der NS-Vergangenheit. Klartext, Essen 2008, ISBN 978-3-89861-962-2.
- (Hrsg.) Haltern und der Nationalsozialismus. Ereignisse und Erinnerung, Klartext, Essen 2005, ISBN 978-3-89861-551-8